# Piotr Paszkowski (urzędnik)
Piotr Paszkowski (ur. 16 lipca 1950 w Warszawie, zm. 24 lipca 2019 w Wieliszewie) – polski urzędnik dyplomatyczny, tłumacz i rzecznik prasowy.

## Życiorys
Syn Ireny oraz Zbigniewa Paszkowskiego, żołnierza Armii Ludowej, uczestnika powstania warszawskiego, pułkownika PRL-owskich organów bezpieczeństwa. Ukończył w latach 70. psychologię na Uniwersytecie w Reading. Po skończeniu studiów wrócił do Warszawy i pracował jako tłumacz z języka angielskiego. Po 1990 pracował w Ministerstwie Spraw Zagranicznych, odpowiadając za tłumaczenia rozmów najważniejszych osób w państwie, w tym prezydenta, premierów i ministrów RP. Sprawował funkcję rzecznika Ministerstwa Obrony Narodowej za rządów Radosława Sikorskiego. Od 2007 sprawował funkcję rzecznika MSZ, a od 2010 także dyrektora Gabinetu Politycznego ministra spraw zagranicznych Radosława Sikorskiego. Pełniąc tę funkcję 10 kwietnia 2010 potwierdził fakt katastrofy polskiego Tu-154 w Smoleńsku i śmierć wszystkich osób przebywających na pokładzie maszyny. W lipcu 2010 zakończył sprawowanie funkcji rzecznika MSZ, pozostając szefem gabinetu politycznego ministra. Pozostał na tym stanowisku do lutego 2014.
Został odznaczony w 2014 Krzyżem Kawalerskim Orderu Odrodzenia Polski za wybitne zasługi w służbie zagranicznej, za osiągnięcia w podejmowanej z pożytkiem dla kraju pracy zawodowej i działalności dyplomatycznej oraz w 2012 Odznaką Honorową „Bene Merito”. Pochowany na Powązkach-Cmentarzu Wojskowym w Warszawie (kwatera D31-3-11).

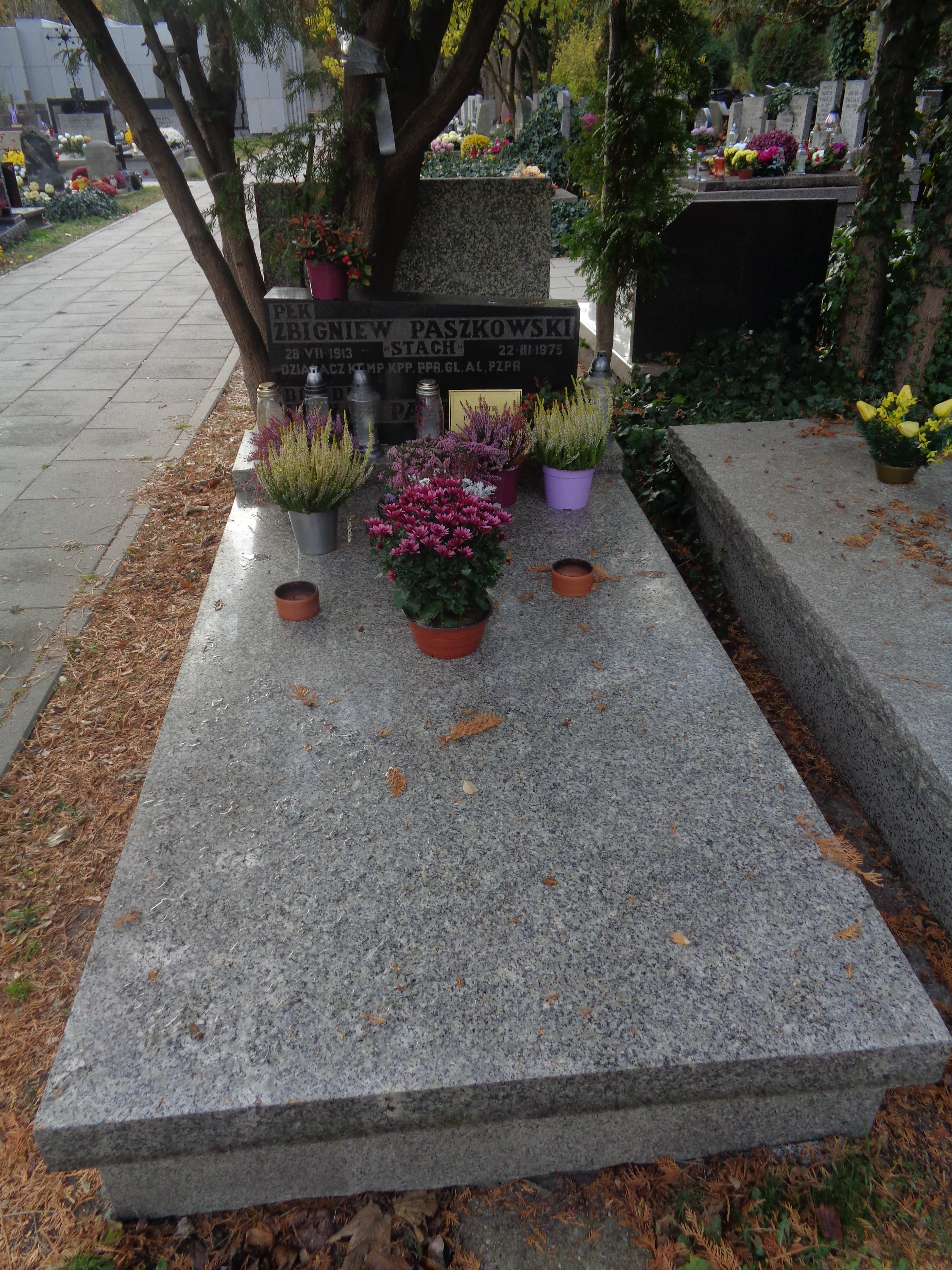
Grób Piotra Paszkowskiego i jego ojca Zbigniewa na Cmentarzu Wojskowym na Powązkach

## Życie prywatne
Był żonaty. Od lat 70. kolekcjonował radioodbiorniki.